# بونثافي سيباسون
بونثافي سيباسون (4 يونيو 1996 بلاوس - ) هو لاعب كرة قدم لاوسي في مركز الدفاع. شارك مع منتخب لاوس تحت 23 سنة لكرة القدم ومنتخب لاوس لكرة القدم.

## وصلات خارجية
- بونثافي سيباسون على موقع قاعدة بيانات كرة القدم.إي يو (الإنجليزية)
- بونثافي سيباسون على موقع ناشيونال فوتبول تيمز (الإنجليزية)
- بونثافي سيباسون على موقع Soccerway.com (الإنجليزية)